# Punch-Out!! (videogioco 1987)
Punch-Out!! (パンチアウト!!?, Panchi-Auto!!), conosciuto anche come Mike Tyson's Punch-Out!! (マイクタイソン・パンチアウト!!?, Maikutaison Panchi-Auto!!), è un videogioco sportivo di boxe, sviluppato da Nintendo R&D3 e pubblicato da Nintendo su NES nel 1987. È stato commercializzato per Virtual Console il 30 marzo 2007 in Europa, il 3 aprile 2007 in Giappone e il 16 aprile 2007 in America. Si tratta del terzo titolo nella serie di Punch-Out!!. Il gameplay eredita molti elementi dai precedenti Punch-Out!! e Super Punch-Out!!. Questo gioco ruota attorno al personaggio di Little Mac, pugile alle prime armi che deve sconfiggere vari pugili da tutto il mondo per ottenere il titolo di campione.

## Modalità di gioco

Immagine di gameplay. Little Mac si scontra con Glass Joe

In Punch-Out!! il giocatore controlla il pugile Little Mac sul ring. Prima di sferrare il loro colpo, gli avversari lampeggiano, dando al giocatore il tempo di schivare e contrattaccare subito dopo. Man mano che si va avanti, gli avversari diventano sempre più veloci, e il lasso di tempo in cui lampeggiano diventa sempre più breve.
Al contrario dei suoi avversari, Little Mac ha un repertorio di mosse ridotto, limitato a dei diretti laterali in salto per mirare alla testa dell'avversario, dei ganci laterali al corpo e un potentissimo montante, il Pugno Stella, che può essere eseguito solamente dopo aver ottenuto una stella, ottenibile solamente contrattaccando un colpo dell'avversario in un modo specifico in un certo momento. Più stelle ha Little Mac, maggiore sarà la potenza dell'attacco speciale, fino a un massimo di tre stelle. Come tecniche difensive, Little Mac può schivare a destra e sinistra, abbassarsi o parare.
L'energia dei pugili viene rappresentata da una barra che, quando raggiunge lo zero, fa cadere al tappeto il personaggio; se il pugile si rialza, questa viene ripristinata parzialmente.
A fianco della barra dell'energia di Little Mac compare anche un indicatore con dei cuori: il loro numero scende di tre unità quando viene colpito, mentre scende di una quando para un attacco o un suo attacco non va a segno. Se numero di cuori si esaurisce, Mac diventa di colore rosa e cade in uno stato di stanchezza: quando è affaticato, Mac non può attaccare. Per riacquistare dei cuori, e quindi la possibilità di tornare ad attaccare, deve schivare un colpo dell'avversario. 
Un match può finire per Knockout, se un pugile mandato al tappeto non è in grado di rialzarsi in dieci secondi, per "K.O. tecnico", se viene mandato al tappeto per tre volte nel corso di un round, o per decisione ai punti, se si giunge al termine dei tre round. Tuttavia, alcuni match non possono essere vinti per decisione. Quando cade al tappeto, Mac può rimettersi in piedi solo tre volte per match (due se affronta gli avversari dopo Great Tiger e quattro nella sfida finale), e se supera il limite, non riuscirà a rialzarsi e perderà il match.
Quando si conquista un titolo, il giocatore viene premiato con una cutscene che mostra Little Mac mentre si allena per le strade di New York seguendo il suo allenatore, Doc Louis, in bici; al termine della sequenza, viene fornita una password che consente di riprendere la partita all'inizio del nuovo circuito, senza dover ripetere tutti gli incontri precedenti. Se Mac perde un incontro, gli viene data la possibilità di avere una rivincita contro lo stesso avversario; se perde due volte di seguito, scenderà di un posto in classifica, e se perde il match decisivo per un titolo di campione, scenderà di un posto in classifica nel Minor e nel Major Circuit e due posti se è nel World Circuit. Se perde una terza volta, anche non consecutiva, la partita finisce, dato che le sconfitte equivalgono a vite non ricaricabili. Durante la sfida finale, invece, la sconfitta causa automaticamente il game over. Al termine della partita, è comunque possibile ricominciare immediatamente il gioco a partire dal primo incontro del circuito a cui si era arrivati, senza dover inserire la password.
Little Mac affronta questi avversari, in ordine:
- Glass Joe
- Von Kaiser
- Piston Honda (detentore della cintura, "Circuito Minore")
- Don Flamenco
- King Hippo
- Great Tiger
- Bald Bull (detentore della cintura, "Circuito Maggiore")
- Soda Popinski
- Mr. Sandman
- Super Macho Man (detentore del titolo di "Campione del Mondo dei pesi massimi")
- Mike Tyson (o, dal 1990, alla scadenza dei diritti d'immagine del famoso campione dei pesi massimi, Mr. Dream)

## Sviluppo
Genyo Takeda, già produttore dell'arcade Punch-Out!!, decise di realizzare una trasposizione del gioco sulla console NES. In confronto alla macchina arcade, l'hardware del NES era meno potente, e il team di sviluppo capì che una trasposizione diretta era irrealizzabile. Takaeda e il suo team trovarono alcune soluzioni per ovviare questo problema. Invece di rendere il corpo del personaggio trasparente per poter vedere l'avversario, si decise semplicemente di rimpicciolire la sua immagine. Al contrario, l'immagine degli avversari venne ingrandita a dismisura. Nuove aggiunte rispetto alla versione arcade furono una semplice trama, musiche di sottofondo durante gli incontri, scene d'intermezzo e un sistema di password per memorizzare i propri progressi. Venne inoltre introdotto un protagonista, chiamato Little Mac a causa della sua bassa statura. La versione del gioco nota come Mike Tyson's Punch-Out!! presentava inoltre Mike Tyson come boss finale. Il presidente di Nintendo America del tempo, Minoru Arakawa, decise di inserire Tyson dopo averlo visto combattere in un incontro di boxe, rimanendo impressionato dalla sua forza e dalla sua tecnica..
In occasione di una celebrazione del venticinquennale del gioco, organizzata da Fox Sports e Nintendo of America, lo stesso Tyson raccontò alcuni retroscena: all'epoca non era entusiasta di apparire in un videogioco e la Nintendo dovette spendere circa 700.000$ per ottenerlo, più altri bonus per farlo partecipare alla pubblicità televisiva giapponese.
Nel 1990, con la scadenza dei diritti per utilizzare l'immagine di Tyson, la Nintendo decise di non rinnovare la licenza e di 
tornare a utilizzare, come avversario finale, il pugile fittizio Mr. Dream, già presente nella versione originale del gioco. Pertanto, la rimozione del nome e dell'immagine di Mike Tyson, a differenza di quel che si può pensare, non ha niente a che vedere con le sue vicende giudiziarie, che sarebbero iniziate solo nel 1991.